# Nadia Ghulam
Nadia Ghulam (Kabul, Afganistán, 4 de junio de 1985) es una escritora y refugiada afgana en España. Durante diez años se hizo pasar por su difunto hermano para evadir las rígidas prohibiciones del régimen talibán contra las mujeres. Años más tarde, narró esta experiencia por medio de la novela El secreto de mi turbante, que escribió junto con Agnès Rotger y que le valió el Premio Prudenci Bertrana 2010.

## Biografía
El año 1991, durante la guerra civil afgana, resultó malherida cuando la casa de la familia Ghulam fue destruida por una bomba. Salió del hospital, seis meses y catorce operaciones después, con cicatrices en el rostro, que la marcaron para el resto de su vida. En aquellos momentos los talibanes habían conseguido el control del país y, a raíz de la guerra, su familia lo había perdido todo. Su hermano había muerto y el padre se encontraba en un estado precario de salud y ni ella ni sus hermanas o la madre podían trabajar por el hecho de ser mujeres. En este momento, a la edad de once años, decidió cambiar de identidad y hacerse pasar por su hermano Zelmai para poder trabajar y alimentar a su familia.
El 2006, gracias la Asociación para los Derechos Humanos en Afganistán (ASDHA), llegó a Badalona, ciudad en que vive actualmente con sus padres adoptivos. Se encuentra implicada en diferentes iniciativas para ayudar su país, además de aprender catalán, informática, integración social y materias que tienen que ver con  la calidad del trabajo de las ONG.
Además de El secreto de mi turbante, ha escrito Cuentos que me curaron (2014), con Joan Soler, y La primera estrella de la noche (2016), con el escritor Javier Diéguez.

## Premios y reconocimientos
- 2010 - Premio Prudenci Bertrana
- 2021 - Premio Mujeres Progresistas en la categoría  Internacional, otorgado por la Federación de Mujeres Progresistas.[6]

## Libros
- El Secreto de mi Turbante, (Planeta, 2010)[7]
- Cuentos que me curaron, (Voliana Edicions, 2014)
- La primera estrella de la noche (Plaza Janés, 2016)